# Cladonia pulverulenta
Cladonia pulverulenta är en lavart som först beskrevs av L. Scriba, och fick sitt nu gällande namn av Teuvo Ahti. Cladonia pulverulenta ingår i släktet Cladonia och familjen Cladoniaceae.   Inga underarter finns listade i Catalogue of Life.